# Хаянамі
«Хаянамі» (Hayanami, яп. 早波) – ескадрений міноносець Імперського флоту Японії типу «Югумо», який взяв участь у Другій світовій війні. 

## Історія створення
Корабель був закладений 15 січня 1942 року на верфі ВМФ у Майдзуру. Спущений на воду 19 грудня 1942 року, вступив у стрій 31 липня 1943 року.

## Історія служби

### 1943 рік
Перші кілька місяців після завершення «Хаянамі» провів у водах Японського архіпелагу, при цьому з 20 серпня 1943-го він належав до 32-ї дивізії ескадрених міноносців.
У жовтні 1943-го корабель залучили у транспортній операції «Тей Го», яка мала за мету підсилення ряду гарнізонів у Мікронезії та Меланезії. Спершу 15 – 20 жовтня «Хаянамі» разом з 2 іншими есмінцями та легким крейсером охороняли перехід 2 лінкорів (один з ешелонів конвою «Тей № 3 Го») з Саєкі (північно-східне узбережжя Кюсю) на атол Трук у центральній частині Каролінських островів (тут була головна база японського ВМФ у Океанії). 22 жовтня той же загін (тільки без лінкорів) рушив на схід Каролінського архіпелагу до острова Понапе, де 23 жовтня розвантажився та наступної доби повернувся на Трук. 26—28 жовтня ці кораблі здійснили другий рейс до Понапе і назад.
1 листопада 1943-го союзники здійснили висадку на острові Бугенвіль, лише за чотири сотні кілометрів на південний схід від Рабаула (головна передова база в архіпелазі Бісмарка на східному завершенні острова Нова Британія). З останнього в межах контрзаходів вийшов загін, найбільшими кораблями якого були два важкі крейсери, проте в ніч проти 2 листопада він зазнав поразки в бою в затоці Імператриці Августи. Готуючись до нової контратаки, японське командування вислало з Трука до Рабаула одразу сім важких крейсерів, серед есмінців охорони яких був і «Хаянамі». 5 листопада загін досягнув Рабаула, який того ж дня вперше став ціллю для американського авіаносного угруповання. Унаслідок атаки одразу 5 важких крейсерів отримали пошкодження, що фактично остаточно нейтралізувало загрозу для сил вторгнення на Бугенвіль (хоча японське командування помилково вважало, що ворожі сили істотно послаблені внаслідок бою 2 листопада). 
6 листопада 1943-го «Хаянамі» разом зі ще 6 есмінцями та 2 легкими крейсерами прикривали 4 есмінці транспортної групи, яка доправила японських бійців на Бугенвіль до району плацдарму союзників (хоча на острові був великий японський гарнізон, проте в умовах джунглів оперативно перекинути ці сили до місця ворожої висадки було нелегко). Втім, уже за добу цей незначний загін (близько п’яти сотень осіб) був атакований силами союзників та з важкими втратами відкинутий у джунглі. 
11 листопада 1943-го «Хаянамі» разом зі ще 4 есмінцями та легким крейсером «Носіро» вийшов з Рабаула для ескортування на Трук важкого крейсера «Мая» (був пошкоджений під час атаки 5 листопада). Втім, 12 листопада «Хаянамі», ще один есмінець та «Носіро» відрядили для допомоги легкому крейсеру «Агано», який полишив Рабаул так само 11 листопада та на переході був торпедований підводним човном. У підсумку 16 листопада пошкоджений корабель змогли привести на Трук («Фуджінамі» прибув сюди 15 листопада).
20 листопада 1943-го американці розпочали операцію заволодіння островами Гілберта. Хоча японці в підсумку так і не наважились протидіяти цій операції надводними кораблями, проте з 23 листопада по 5 грудня «Хаянамі» та ще 4 есмінці охороняли 3 важкі крейсери, що виходили до Маршаллових островів, де певний час перебували на атолах Кваджелейн та Еніветок.
11—14 грудня 1943-го «Хаянамі» ескортував між Труком та Палау (важливий транспортний хаб на заході Каролінських островів) танкерний конвой №7111. Після цього есмінець кілька тижнів ніс патрульно-ескортну службу на Палау, виходячи для підсилення охорони інших танкерних конвоїв, що курсували між Труком і нафтовидобувним регіоном Південно-Східної Азії. Наприклад, 21—22 грудня він супроводжував на завершальній ділянці маршруту конвой №7181, а з 29 грудня 1943 по 2 січня 1944 охороняв конвой, який пройшов повз Палау на шляху до Сурабаї. 3 січня 1944-го «Хаянамі» виходив для допомоги «Акебоно-Мару», що на шляху від Балікпапану (центр нафтовидобутку на сході Борнео) був торпедований підводним човном. 4 січня вони прибули на Палау, а вже 5 січня танкер, пошкодження якого виявились легкими, рушив зі своїм конвоєм далі. «Хаянамі» певний час супроводжував цей конвой, а потім повернувся та не пізніше ніж 12 січня приєднався до ескорту чергового конвою з Балікпапану. В якийсь момент охорону останнього перебрали на себе два інші есмінці, що вийшли з Рабаула, проте потім конвой зазнав важких втрат від атак «вовчої зграї». Як наслідок, 16 січня «Хаянамі» знову приєднався до охорони та 17 січня прибув на Трук.

### 1944 рік
18 січня 1944-го «Хаянамі» разом з трьома іншими есмінцями та легким крейсером вирушив для супроводу з Трука до Японії легкого авіаносця «Дзуйхо» та ескортного авіаносця «Унйо». 19 січня в районі Маріанських островів «Унйо» був торпедований підводним човном та під охороною «Хаянамі» та ще одного есмінця і крейсера попрямував до острова Сайпан. Згодом «Хаянамі» наздогнав «Дзуйхо» та 23 січня прибув разом з ним до Йокосуки («Унйо» досягне Японії на початку лютого).
15—20 лютого 1944-го «Хаянамі» супроводив важкий крейсер «Такао» з Йокосуки на Палау (на момент їх прибуття база на Труці вже була розгромлена під час рейду американського авіаносного угруповання, а на Палау зібрались вчасно виведені з Трука крейсерські сили).
З 1 березня по 2 квітня 1944-го «Хаянамі» пройшов для супроводу танкерів по маршруту Палау – Сайпан – Палау – Таракан (ще один центр нафтовидобутку на сході Борнео) – Балікпапан – Палау – Давао (порт на південному узбережжі філіппінського острова Мінданао). Первісно наступним пунктом призначення був Палау, проте 30 березня і ця база була розгромлена під час рейду авіаносців, тому конвой у підсумку повернув на захід та 14 квітня досягнув якірної стоянки Лінгга в районі Сінгапура, де зібрались головні сили японського флоту (дії підводних човнів на комунікаціях вкрай ускладнювали доставку палива до Японії та призвели до рішення базувати кораблі в Південно-Східній Азії поблизу від районів нафтовидобутку). 
12—15 травня 1944-го «Хаянамі» брав участь у супроводі флоту з Лінгга до Таві-Таві (у філіппінському архіпелазі Сулу поряд з нафтовидобувними районами острова Борнео). На той час японське командування очікувало неминучої ворожої атаки на головний оборонний периметр імперії (Маріанські острови – Палау – західна частина Нової Гвінеї) і перебазувало головні сили ближче до місця майбутніх подій. 

### Загибель
7 червня 1944-го «Хаянамі» займався патрулюванням в околицях Таві-Таві, під час якого був торпедований та потоплений підводним човном «Хардер» (можливо відзначити, що останній зміг за чотири дні знищити в районі Таві-Таві три японські есмінці). Загинуло 208 членів екіпажу, ще 45 моряків врятував есмінець «Уракадзе».